# Thelma Payne
Thelma R. Payne, posteriorment Sanborn, (Salem, Oregon, 18 de juliol de 1896 – Laguna Niguel, Califòrnia, 7 de setembre de 1988) va ser una saltadora estatudinenca que va competir en els anys posteriors a la Primera Guerra Mundial.
El 1920 va prendre part en els Jocs Olímpics d'Anvers, on va disputar la prova de trampolí de 3 metres del programa de salts. En aquesta prova guanyà la medalla de bronze en finalitzar rere les seves compatriotes Aileen Riggin i Helen Wainwright.
Anteriorment havia guanyat els campionats de la AAU entre 1918 i 1920 de trampolí. Després dels Jocs de 1920 va fer de model per la marca de vestits de bany Jantzen. El 1926 es va traslladar a Califòrnia per fer d'entrenadora de natació. El 1983 fou incorporada al Saló de la Fama de l'Esport d'Oregon.